# Ronald Langacker
Ronald Wayne Langacker (nacido el 27 de diciembre de 1942) es un lingüista norteamericano. Actualmente es profesor emérito en la University of California, San Diego. Langacker es especialmente conocido por su papel seminal en el desarrollo de la lingüística cognitiva. Es generalmente considerado el fundador del marco teórico conocido como gramática cognitiva. Como lingüista teórico y descriptivo también ha hecho notables aportaciones dentro del estudio comparativo de las lenguas Uto-Aztecas.

## Biografía
Ronald Wayne Langacker nació el 27 de diciembre de 1942 en Fond du Lac, Wisconsin de Harold A. Langacker y Dorothy M. Young. Es hermano del físico teórico y profesor de Física y Astronomía Paul Langacker

## Carrera académica
Langacker obtuvo su Ph.D. en la Universidad de Illinois en Urbana-Champaign en 1966. Desde ese año hasta su retiro en 2003, fue profesor del Departamento de Lingüística de la University of California, San Diego. Se formó e hizo sus primeras investigaciones en el marco de la gramática generativa. Desde 1966 hasta 1976 su investigación se centró en la reconstrucción histórica de las lenguas de la familia Uto-Azteca. A partir de 1976, y fruto de un gradual descontento con el marco teórico generativo comenzó a desarrollar las bases de lo que luego se conocería como Gramática Cognitiva.
Desde 1997 hasta 1999 fue Presidente de la International Cognitive Linguistics Association.

## El marco teórico de la Gramática Cognitiva
Las ideas centrales de la Gramática cognitiva fueron establecidas en los dos volúmenes de su obra Foundations of Cognitive Grammar.